# Марано-Экуо
Марано-Экуо (итал. Marano Equo) — коммуна в Италии, располагается в регионе Лацио, в провинции Рим.
Население составляет 803 человека (2008 г.), плотность населения составляет 105 чел./км². Занимает площадь 8 км². Почтовый индекс — 20. Телефонный код — 0774.
Покровителем коммуны почитается священномученик Власий Севастийский, празднование 3 февраля.

## Демография
Динамика населения:

## Администрация коммуны
- Официальный сайт: